# Claude Guyot
Ne doit pas être confondu avec Claude Guyot (cyclisme).
Pour les articles homonymes, voir Guyot.
 (février 2014).
Si vous disposez d'ouvrages ou d'articles de référence ou si vous connaissez des sites web de qualité traitant du thème abordé ici, merci de compléter l'article en donnant les références utiles à sa vérifiabilité et en les liant à la section « Notes et références ».
Claude Guyot, né le 28 février 1890 à Arnay-le-Duc et mort le 30 avril 1965 dans cette commune, est un enseignant, résistant et homme politique socialiste français.

## Biographie
Claude Guyot, dont les parents sont agriculteurs, est licencié ès lettres et agrégé de grammaire. Professeur de latin-grec au lycée Carnot de Dijon, il est promu officier de la Légion d'honneur au titre de l’Éducation nationale. Il est marié à Jeanne Vollot, fille d'un ancien maire d'Arnay-le-Duc, alors que son grand-père paternel a été maire républicain de Maligny.
Socialiste, Claude Guyot adhère à partir de 1911 à la Section française de l'Internationale ouvrière (SFIO).
Dans sa séance du 27 décembre 1926, le conseil municipal de la ville d'Arnay-le-Duc est appelé à élire un maire. Claude Guyot est élu et expose son programme : lutte contre la vie chère, mesures d'hygiène, achèvement du groupe post-scolaire professionnel, étude de l'adduction d'eau.
Mobilisé en 1939, puis démobilisé en 1940, il est révoqué en 1942 et le conseil municipal d'Arnay-le-Duc dissous par arrêté ministériel paru au Journal officiel en date du 8 mars 1942. Le 17 septembre 1944, Claude Guyot retrouve son fauteuil de maire d'Arnay-le-Duc. Claude Guyot a été résistant dès l'appel du général de Gaulle, il a participé au mouvement Libération-Nord, et a créé en novembre 1943 le premier Comité départemental de la libération de la Côte-d'Or qui lui vaudra à la Libération la présidence du Comité régional et, en 1947, la médaille de la Résistance.
Historien, il a publié plusieurs ouvrages.

## Vie parlementaire
Le 21 octobre 1945, Claude Guyot est candidat dans la Côte-d'Or, derrière Jean Bouhey qui s'était fortement opposé aux accords de Munich en 1938. La liste socialiste est devancée par la liste conduite par le chanoine Félix Kir. Claude Guyot est élu député à la plus forte moyenne. Il intervient lors des débats sur le budget de l’Éducation nationale en 1945 et sur le projet constitutionnel en 1946 que du reste il approuve.

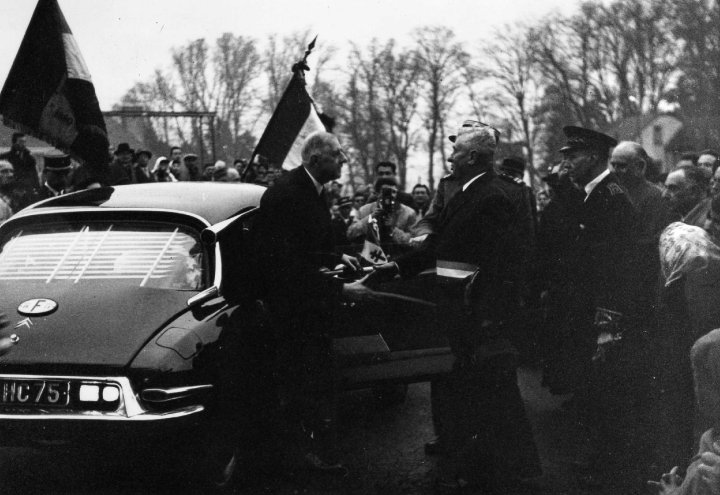
Le Général de Gaulle est accueilli à Arnay-le-Duc par Claude Guyot le 18 avril 1959.

## Décorations
- Officier dans l'Ordre national de la Légion d'honneur
- Croix de guerre 1914-1918
- Croix de guerre 1939-1945
- Médaille de la Résistance française
- Chevalier dans l'Ordre des Palmes académiques

## Œuvres
- L'Arrestation des tantes du Roi à Arnay-le-Duc, Imprimerie Bourguignonne - Dijon, 1928. Réédition par l'association Claude Guyot avec une préface de Jacques Perot et un avant-propos d'Hadrien Lacoste.
- Historique du Comité départemental de la libération de la Côte-d'Or, Néo-Typo - Besançon, 1962 (préfaces de Jean Bouhey et Jean Mairey, anciens commissaires de la République de Bourgogne et de Franche-Comté)
- Quarante années de magistrature municipale (Épuisé actuellement. Prochainement réédité par l'Association Claude Guyot)

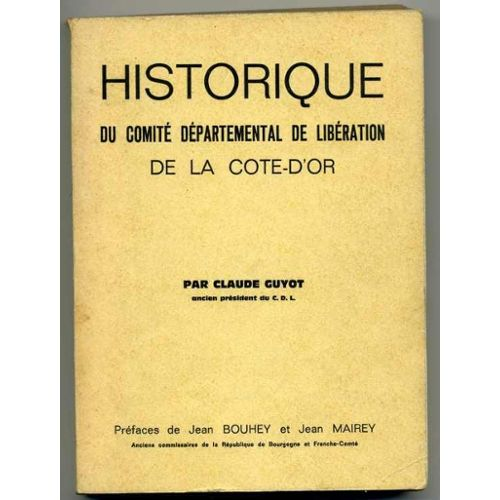
Historique du Comité départemental de libération de la Côte-d'Or par Claude Guyot.

## Hommages
- Allée Claude Guyot à Dijon inaugurée le 17 octobre 2015 par Nathalie Koenders, 1re adjointe au maire de Dijon, conseillère départementale du canton de Dijon II et Hadrien Lacoste, président de l'Association Claude Guyot, administrateur de l'Institut vendéen Clemenceau - de Lattre, en présence de Denis Rolland, recteur de l'Académie de Dijon et de nombreuses personnalités.
- Collège Claude Guyot à Arnay-le-Duc
- Rue Claude Guyot à Arnay-le-Duc
- Une plaque commémorative apposée sur la maison qu'occupait Claude Guyot à Arnay-le-Duc au 3, rue de l'église a été inaugurée le 11 novembre 2014 par Jacques Perot, membre du Haut-Comité des Commémorations nationales, Hadrien Lacoste, président de l'Association Claude Guyot, Nathalie Koenders, 1re adjointe au maire de Dijon, vice-présidente du Grand Dijon, Michel Neugnot, 1er vice-président du Conseil régional de Bourgogne et de nombreuses personnalités.
- L'Association Claude Guyot crée en août 2010 a été fondée et est présidée par Hadrien Lacoste. Son vice-président est le député Laurent Grandguillaume.Son président d'honneur et membre fondateur est Raymond Aubrac qui fut élève de Claude Guyot à Dijon. Au décès de Raymond Aubrac, ce sont Renaud Helfer-Aubrac et Jacques Perot qui ont été désignés comme présidents d'honneur de l'Association Claude Guyot.

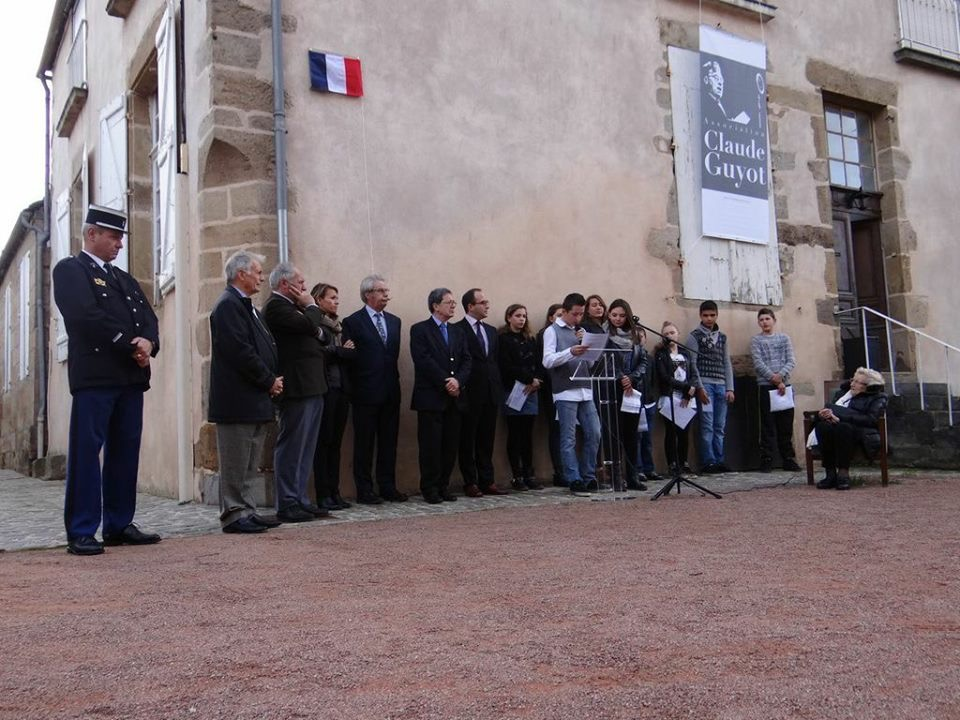
Inauguration de la plaque commémorative sur la maison de Claude Guyot à Arnay-le-Duc le 11 novembre 2014.

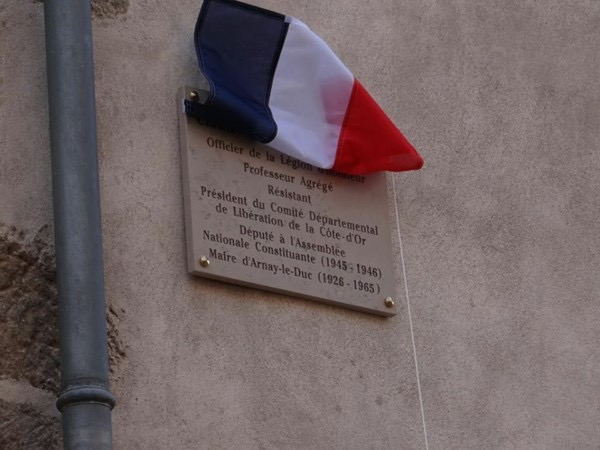
Inauguration de la plaque commémorative sur la maison de Claude Guyot à Arnay-le-Duc le 11 novembre 2014